# Anguliphantes
Anguliphantes es un género de arañas araneomorfas de la familia Linyphiidae. Se encuentra en la zona paleártica. 

## Lista de especies
Según The World Spider Catalog 12.5:
- Anguliphantes angulipalpis (Westring, 1851)
- Anguliphantes cerinus (L. Koch, 1879)
- Anguliphantes curvus (Tanasevitch, 1992)
- Anguliphantes dybowskii (O. Pickard-Cambridge, 1873)
- Anguliphantes karpinskii (O. Pickard-Cambridge, 1873)
- Anguliphantes maritimus (Tanasevitch, 1988)
- Anguliphantes monticola (Kulczynski, 1881)
- Anguliphantes nasus (Paik, 1965)
- Anguliphantes nepalensis (Tanasevitch, 1987)
- Anguliphantes nepalensoides Tanasevitch, 2011
- Anguliphantes ryvkini Tanasevitch, 2006
- Anguliphantes sibiricus (Tanasevitch, 1986)
- Anguliphantes silli (Weiss, 1987)
- Anguliphantes tripartitus (Miller & Svaton, 1978)
- Anguliphantes ussuricus (Tanasevitch, 1988)
- Anguliphantes zygius (Tanasevitch, 1993)